# Hijo por hijo
«A Son for a Son» (en español, «Hijo por hijo») es el primer episodio de la segunda temporada de la serie de televisión de drama y fantasía La casa del dragón, una precuela de Game of Thrones. El mismo fue escrito por el cocreador y showrunner de la serie, Ryan Condal, y dirigido por el productor ejecutivo Alan Taylor. Se emitió por primera vez en HBO y Max el 16 de junio de 2024.
La trama sigue directamente el final de la primera temporada, mostrando las consecuencias de la muerte del segundo hijo de Rhaenyra Targaryen, Lucerys Velaryon, y su dragón, Arrax, en Bastión de Tormentas. Rhaenyra encuentra los restos de Arrax y anuncia su venganza contra su medio hermano Aemond. En respuesta, Daemon Targaryen, el tío-marido de Rhaenyra, designa a dos asesinos en Desembarco del Rey para matar a Aemond. Sin embargo, los asesinos son incapaces de encontrar a Aemond y deciden matar al heredero de Aegon Targaryen, Jaehaerys. El título del episodio hace referencia a Daemon jurando venganza contra Aemond por el asesinato de Lucerys.
«Hijo por hijo» presentó a varios nuevos miembros del elenco, entre ellos Kieran Bew como Hugh Hammer, Abubakar Salim como Alyn de Hull y Tom Taylor como Cregan Stark. En Estados Unidos, el episodio alcanzó una audiencia de 7,8 millones de espectadores durante su noche de estreno, con 1,3 millones solo en televisión convencional. Recibió reseñas muy positivas por parte de los críticos, que elogiaron la escritura, el desarrollo de los personajes, la preparación de la guerra, la mejora del ritmo y la iluminación en comparación con la primera temporada, y las actuaciones del elenco, en particular las de Emma D'Arcy y Olivia Cooke.

## Trama

### En el muro
Jacaerys Velaryon viaja con Cregan Stark para reclutar al Norte para los Negros. Tras la persuasión de Jacaerys y la reflexión sobre viejas alianzas, Cregan promete casi 2000 hombres a la causa de Rhaenyra Targaryen. Su reunión es interrumpida por un cuervo que trae noticias de la muerte de su hermano, Lucerys.

### En las Tierras de Tormentas
Rhaenyra vuela a un pequeño pueblo costero. Rompe a llorar al encontrar los restos de Lucerys y su dragón Arrax enredados en una red de pesca en la orilla.

### En Marcaderiva
Corlys Velaryon se encuentra con Alyn de Hull, el marinero que le salvó la vida durante un naufragio mortal en los Peldaños de Piedra. Corlys le da las gracias a Alyn y le dice que está en deuda con él, y también recibe una pequeña daga hecha a medida para honrar la ascensión de Lucerys al trono de Marcaderiva.

### En Rocadragón
Rhaenys Targaryen regresa de patrullar los cielos para ayudar a reforzar el bloqueo marítimo de Desembarco del Rey. Daemon Targaryen se acerca y le exige que le acompañe a Desembarco del Rey para matar a Aemond Targaryen y a su dragón Vhagar para vengar a Lucerys. Rhaenys se niega, diciendo que solo reconoce la autoridad de Rhaenyra y que ésta necesita tiempo para llorar a su hijo.
Mysaria es arrestada como polizón a bordo de un barco de contrabandistas atrapado burlando el bloqueo. Daemon la acusa de traición por ayudar a los Verdes durante su golpe.
En una reunión del Consejo Negro, Rhaenyra regresa de las Tierras de Tormentas y exige venganza contra Aemond. Jacaerys llega poco después, trayendo a Rhaenyra noticias del apoyo de las casas Stark y Arryn, rompiéndose con su madre por el duelo de Lucerys. Daemon ofrece a Mysaria la libertad a cambio de que le ayude a reclutar asesinos en Desembarco del Rey.

### En Desembarco del Rey
Alicent Hightower mantiene un romance con Criston Cole. Durante una reunión del Pequeño Consejo, Aegon Targaryen entra con su hijo pequeño y heredero Jaehaerys. Cuando Tyland Lannister sujeta suavemente a un travieso Jaehaerys, Aegon le humilla insistiendo en que dé al niño un «paseo en poni», ante lo cual interviene Alicent. El consejo discute tácticas de guerra en previsión de la respuesta de Rhaenyra a Aemond por matar a Lucerys. Más tarde, Alicent se siente consternada cuando Larys Strong le informa de que ha eliminado a todos los «traidores» de su casa y elegido a dedo a sus sustitutos.
Aunque se muestra distante con sus consejeros, Aegon intenta ser benevolente con los plebeyos, pero Otto Hightower le inculca moderación y firmeza para asegurarse los recursos bélicos necesarios. Después, Larys sugiere en privado a Aegon que le nombre nueva Mano del Rey, en sustitución de los antiguos servidores de su padre. Reunido con Otto, Alicent insta a limitar la violencia durante el conflicto. Más tarde visita una septa y reza por los muertos, entre ellos Lucerys.
Daemon se cuela en Desembarco del Rey y se encuentra con un guardia de la Guardia de la Ciudad apodado «Sangre», que desprecia a los Hightower. Sangre conduce a Daemon hasta un cazador de ratas endeudado llamado «Queso», que conoce la distribución de la Fortaleza Roja. Daemon los soborna para que maten a Aemond. Cuando Queso pregunta qué deben hacer si no lo encuentran, Daemon se limita a sonreírle irónicamente. Al entrar en la Fortaleza Roja, no consiguen localizar a Aemond, pero escuchan por casualidad a un Aegon borracho y a sus secuaces insultando a Otto.
Sangre encuentra a Queso en la habitación de Helaena Targaryen, sosteniendo un cuchillo en su garganta, con sus dos hijos, Jaehaerys y Jaehaera, durmiendo cerca. Discutiendo si deberían matar a Jaehaerys, uno menciona las palabras de Daemon, «un hijo por un hijo». Una aterrorizada Helaena intenta sobornarlos con su collar para que dejen en paz a sus hijos, pero en lugar de eso la amenazan. Helaena, tras dudar, señala la cama de Jaehaerys. Mientras los dos asesinan al niño y lo decapitan, Helaena toma a Jaehaera y huye a la cámara de Alicent, donde esta y Criston están juntos en la cama.

## Producción

### Escritura
«Hijo por hijo» fue escrito por el showrunner y productor ejecutivo Ryan Condal, marcando su quinto crédito de guionista para la serie, después de «Los herederos del dragón», «El príncipe canalla», «El segundo de su nombre» y «La reina negra».
El título del episodio se refiere a Daemon Targaryen jurando venganza contra su sobrino y medio cuñado, Aemond Targaryen, por el asesinato de su hijastro, Lucerys Velaryon.

#### Cambios respecto al material original
En Fuego y sangre, Daemon no ordena a Sangre y Queso que encuentren y maten a Aemond. En cambio, no queda claro quién es el objetivo previsto. Mysaria también sigue en Desembarco del Rey y contrata a Sangre y Queso en nombre de Daemon. Además, Helaena Targaryen tiene un tercer hijo, Maelor, además de los gemelos Jaehaerys y Jaehaera. Cuando Sangre y Queso la obligan a elegir a qué hijo sacrificar, ella señala a Maelor. A pesar de esto, el resultado en el libro es el mismo que en el episodio: Sangre acaba matando a Jaehaerys y deja con vida a todos los demás. Además, todo el incidente ocurre en la cámara de Alicent, donde está atada, amordazada y obligada a mirar. Según Condal, la exclusión de Maelor se debe a que los gemelos aparecen como más jóvenes de lo que son en el libro. En consecuencia, Maelor aún no ha nacido en la historia.

### Filmación

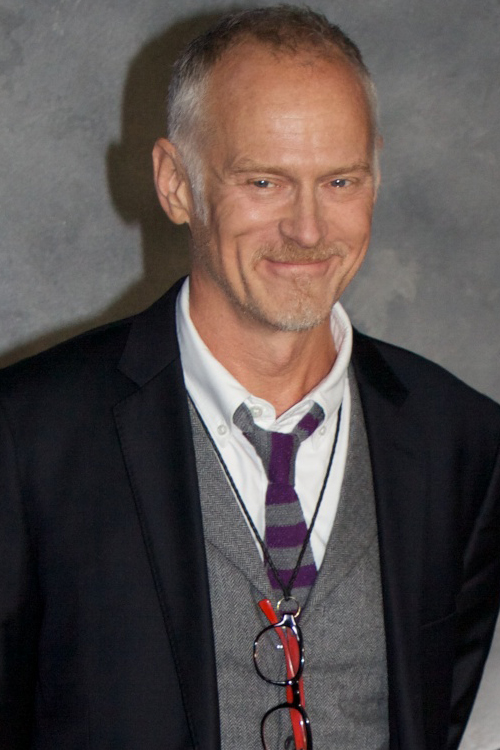
Alan Taylor regresó como director de la franquicia.

La fotografía principal de la segunda temporada comenzó en abril de 2023 en Warner Bros. Studios, Leavesden en Inglaterra y finalizó en septiembre de 2023. Entre otros lugares de filmación, la cantera Trefor Granite Quarry, en Gales, sirvió de escenario para Rocadragón.
El episodio fue dirigido por Alan Taylor, que se unió a la segunda temporada de la serie como productor ejecutivo. También supone su regreso a la franquicia de Game of Thrones y su octavo crédito como director en la misma. Anteriormente dirigió los episodios de Game of Thrones «Baelor», «Fire and Blood», «The North Remembers», «The Night Lands», «Un príncipe de Invernalia», «Valar Morghulis» y «Beyond the Wall».

### Casting
En los créditos principales del episodio se encuentran Matt Smith, Emma D'Arcy, Olivia Cooke, Rhys Ifans, Steve Toussaint, Eve Best, Fabien Frankel, Matthew Needham, Sonoya Mizuno, Tom Glynn-Carney, Ewan Mitchell, Phia Saban, Harry Collett, Bethany Antonia, Phoebe Campbell, Jefferson Hall, Kurt Egyiawan, Kieran Bew, Abubakar Salim y Tom Taylor. Es la primera aparición de Bew como Hugh Hammer, Salim como Alyn de Hull y Taylor como Cregan Stark. Egyiawan, que interpreta al Gran Maestre Orwyle, fue ascendido de un papel recurrente al elenco principal de la segunda temporada.
El casting de Salim como Alyn de Hull se anunció en abril de 2023, mientras que el de Bew y Taylor se anunció en diciembre de 2023.

### Secuencia de apertura
El episodio introduce una nueva secuencia de créditos iniciales, aunque mantiene el tema original, «Game of Thrones Theme». Entertainment Weekly la describió como «un tapiz al estilo Bayeux que se teje a sí mismo». Condal explicó que el plan original era que la secuencia fuera similar a la de la serie original, en la que la geografía cambia constantemente en cada episodio. Sin embargo, sintió «que la historia de linajes y ancestros que estábamos contando en esa temporada (20 años de tiempo en la primera temporada) había llegado a su fin porque ahora la ascendencia Targaryen está más o menos establecida. No teníamos mucho donde ir». Decidió hacer una nueva secuencia para representar que «esta es una historia viva y queremos representar esa historia de una manera visual y dar a los fanes nuevas cosas que desmontar y en las que sumergirse».

## Recepción

### Audiencias
En Estados Unidos, «Hijo por hijo» fue visto por un total de 7,8 millones de espectadores, incluidos los espectadores lineales durante su noche de estreno el 16 de junio de 2024, tanto en HBO como en Max. Esto supuso un descenso del 22% con respecto al estreno de la primera temporada, que fue visto por 10 millones de espectadores. Solo en HBO se estima que fue visto por 1,3 millones de espectadores durante su primera emisión.

### Recepción crítica

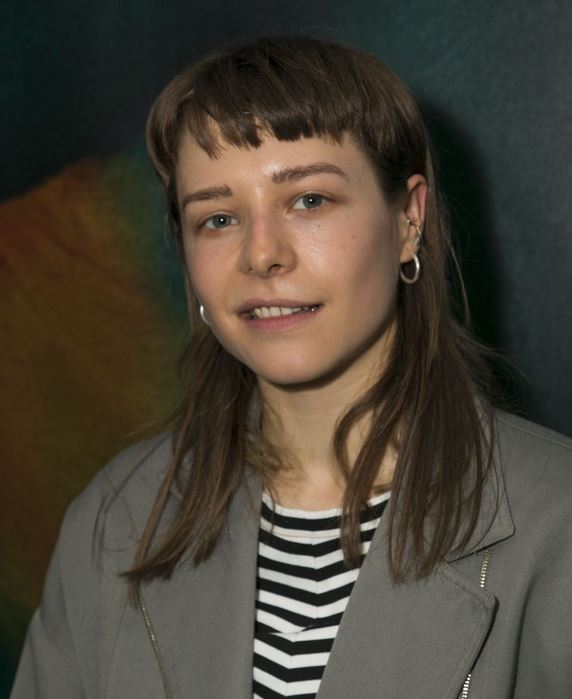
La actuación de Emma D'Arcy en el episodio fue muy elogiada por la crítica.

El episodio recibió reseñas muy positivas. En el sitio web agregador de críticas Rotten Tomatoes, tiene un índice de aprobación del 100%, basado en 26 críticas, con un puntaje promedio de 7,5 de 10. El consenso del sitio dice: «El episodio «Hijo por hijo» prepara cuidadosamente las piezas para la guerra civil que se avecina antes de dar un vuelco sorprendente a todo el tablero, consiguiendo que esta temporada tenga un comienzo impredecible».
Alec Bojalad, de Den of Geek, y Haley Whitmire White, de TV Fanatic, lo calificaron con 5 estrellas de 5. Louis Chilton, de The Independent, y Amanda Whiting, de Vulture, lo calificaron con 4 estrellas de 5, mientras que James Hunt, de Screen Rant, le dio 3,5 estrellas de 5. Bojalad lo describió como «un regreso musculoso», y Hunt alabó el episodio por establecer de forma efectiva la próxima guerra. Helen O'Hara, de IGN, le dio una puntuación de 7 sobre 10, señalando: «Podemos mirar hacia atrás [al episodio] como una base eficaz, pero es innegable que carece del tipo de emoción que esta serie puede ofrecer en su mejor momento». Del mismo modo, Katie Doll, de CBR, y Carly Lane, de Collider, también le dieron un 7 sobre 10. Doll escribió: «Con actuaciones dinámicas y una escritura inteligente, La casa del dragón tiene un comienzo lleno de acontecimientos para la segunda temporada, incluso si plantar las semillas de la guerra puede ser una tarea a veces». Lane opinó que el episodio «se siente más como un prólogo para eventos mucho más grandes en lugar de un primer capítulo». Kayleigh Dray, de The A.V. Club, calificó el episodio con un notable alto y lo definió como «un estreno de temporada bastante estelar». Erik Kain, de Forbes, hizo eco de esta opinión y lo calificó como «un estreno de temporada brillante». Josh Rosenberg, de Esquire, comentó: «A estas alturas, la segunda temporada de La casa del dragón ya parece un gran paso adelante para la serie. El ritmo es mucho mejor, los personajes secundarios son tan convincentes como los protagonistas y está claro que nos estamos preparando para una guerra».
La crítica alabó las interpretaciones del elenco, en particular las de D'Arcy, Cooke, Saban, Glynn-Carney y Collett. Sobre D'Arcy, James Hunt escribió: «Hicieron un trabajo excelente en la primera temporada, por supuesto, pero lo llevan a otro nivel en el estreno de la segunda. La pena de Rhaenyra es palpable, su dolor está tan claramente grabado en cada fibra de la actuación de D'Arcy». Carly Lane calificó su actuación de «mágica» y alabó su lenguaje corporal al representar a una madre afligida, a pesar de pronunciar solo cuatro palabras en el episodio. Hunt también destacó la actuación más matizada de Cooke, mientras que Lane señaló que Cooke «sigue ofreciendo profundidad y dimensión a Alicent, que se siente dividida entre lealtades enfrentadas».
Entre las escenas destacadas por la crítica se encuentran la visita de Jacaerys a Invernalia y la presentación de Cregan Stark, aunque algunos creen que la escena fue demasiado breve, así como el asesinato de Jaehaerys; los críticos apreciaron la reducción de la violencia en la escena en comparación con la versión del libro. Sin embargo, a Hunt le pareció decepcionante en comparación con el libro, y señaló que el estreno, por lo demás sólido, terminaba con una nota algo decepcionante. Además, los críticos alabaron el desarrollo de los personajes de Alicent, Daemon, Aemond, Aegon y Helaena, así como la mejora de la iluminación, que había sido criticada por ser demasiado oscura en la primera temporada tanto por los críticos como por los fanes.

### Citas
1. 1 2 3 4 5 6 7 8  Lane, Carly (27 de junio de 2024). «House of the Dragon Season 2 Episode 1 Recap: Make It a Son for a Son». Collider (en inglés). Consultado el 18 de junio de 2024.
2. ↑  «Ryan J. Condal». Writers Guild of America West (en inglés). Consultado el 17 de junio de 2024.
3. ↑  L. Gallaga, Omar (17 de junio de 2024). «House of the Dragon recap: Ratting out the royals» (en inglés). The Washington Post. ISSN 0190-8286. Consultado el 20 de junio de 2024.
4. 1 2  Roots, Kimberly (17 de junio de 2024). «House of the Dragon Boss on Why Season 2's 'Blood & Cheese' Murder Doesn't Unfold the 'Nakedly Cruel' Way It Does in the Book». TVLine (en inglés). Consultado el 23 de junio de 2024.
5. 1 2  Kain, Erik. «House of the Dragon Season 2, Episode 1 Recap And Review: Blood And Cheese». Forbes (en inglés). Consultado el 18 de junio de 2024.
6. 1 2  Weldon, Glen (16 de junio de 2024). «House of the Dragon season premiere: I told you the rats would be a whole thing». NPR (en inglés). Consultado el 18 de junio de 2024.
7. ↑  Papadopoulos, Charles (18 de junio de 2024). «9 Ways Blood & Cheese Is Different In House of the Dragon From GRRM's Book». Screen Rant (en inglés). Consultado el 23 de junio de 2024.
8. ↑  Kanter, Jake (11 de abril de 2023). «House of the Dragon Season 2 Begins Filming». Deadline Hollywood (en inglés). Archivado desde el original el 29 de junio de 2023. Consultado el 12 de diciembre de 2023.
9. ↑  Ruscinski, Maxwell (28 de septiembre de 2023). «House of the Dragon Season 2 Wraps Filming, Aiming for Summer 2024 Release». CBR (en inglés). Consultado el 20 de junio de 2024.
10. ↑  Leston, Ryan (17 de junio de 2024). «House of the Dragon season two filming locations and where to find them». BBC (en inglés). Consultado el 20 de junio de 2024.
11. ↑  Shah, Furvah (18 de junio de 2024). «House of the Dragon season 2 filming locations and how to visit». Cosmopolitan (en inglés). Consultado el 20 de junio de 2024.
12. ↑  Andreeva, Nellie (26 de septiembre de 2022). «House of the Dragon Executive Producer Jocelyn Diaz Exits Ahead Of Season 2». Deadline Hollywood (en inglés). Consultado el 17 de junio de 2024.
13. ↑  Hibberd, James; Kit, Borys (31 de agosto de 2022). «House of the Dragon Shake-Up: Co-Showrunner Miguel Sapochnik Leaving Hit Series (Exclusive)». The Hollywood Reporter (en inglés). Consultado el 20 de junio de 2024.
14. ↑  Dominguez, Noah (1 de septiembre de 2022). «House of the Dragon Co-Showrunner Exiting, GoT Director Joining Season 2». CBR (en inglés). Consultado el 20 de junio de 2024.
15. ↑  Moreau, Jordan (24 de abril de 2023). «House of the Dragon Season 2 Casts Alys Rivers and Three More Characters». Variety (en inglés). Consultado el 17 de junio de 2024.
16. ↑  Romano, Rick (4 de diciembre de 2023). «Meet the Jon Snow ancestor and main Stark of House of the Dragon». Entertainment Weekly (en inglés). Consultado el 17 de junio de 2024.
17. ↑  Romano, Nick (16 de junio de 2024). «House of the Dragon season 2 comes with new opening titles sequence». Entertainment Weekly (en inglés). Consultado el 19 de junio de 2024.
18. ↑  Hibberd, James (16 de junio de 2024). «House of the Dragon Creator Breaks Down Season 2's Stunning New Opening Credits». The Hollywood Reporter (en inglés). Consultado el 19 de junio de 2024.
19. ↑  Hailu, Selome (18 de junio de 2024). «House of the Dragon Season 2 Premiere Hits 7.8 Million Viewers, Down 22% From Series Launch but Bringing Max Its Biggest Streaming Day Ever». Variety (en inglés). Consultado el 19 de junio de 2024.
20. ↑  Asiaten, Alvin (17 de junio de 2024). «TV Ratings for Sunday 16th June 2024». Spoiler TV (en inglés). Consultado el 20 de junio de 2024.
21. ↑  «House of the Dragon: Season 2, Episode 1». Rotten Tomatoes (en inglés). Consultado el 6 de julio de 2024.
22. 1 2 3  Bojalad, Alec (17 de junio de 2024). «House of the Dragon Season 2 Episode 1 Review: A Son for a Son». Den of Geek (en inglés). Consultado el 18 de junio de 2024.
23. 1 2  White, Haley Whitmire (16 de junio de 2024). «House of the Dragon Season 2 Episode 1 Review: A Son for a Son». TV Fanatic (en inglés). Consultado el 18 de junio de 2024.
24. 1 2  Chilton, Louis (17 de junio de 2024). «House of the Dragon episode one recap: Season two premiere is full of scheming, staring and provocation». The Independent (en inglés). Consultado el 18 de junio de 2024.
25. ↑  Whiting, Amanda (16 de junio de 2024). «House of the Dragon Season-Premiere Recap: Rat Race». Vulture (en inglés). Archivado desde el original el 17 de junio de 2024. Consultado el 18 de junio de 2024. (requiere suscripción).
26. 1 2 3 4 5 6 7 8 9 10  Hunt, James (17 de junio de 2024). «House of the Dragon Season 2, Episode 1 Review: A Mostly Strong Return For Game Of Thrones' Prequel». Screen Rant (en inglés). Consultado el 18 de junio de 2024.
27. 1 2  O'Hara, Helen (17 de junio de 2024). «House of the Dragon Season 2 Premiere Review – 'A Son for a Son'». IGN (en inglés). Consultado el 18 de junio de 2024.
28. 1 2 3 4 5 6 7 8 9 10  Doll, Katie (17 de junio de 2024). «House of the Dragon Season 2 Premiere Review: HotD Gets Its Own Red Wedding». CBR (en inglés). Consultado el 18 de junio de 2024.
29. 1 2  Dray, Kayleigh (17 de junio de 2024). «House of the Dragon season 2 premiere: We're back in Westeros, baby». The A.V. Club (en inglés). Consultado el 18 de junio de 2024.
30. 1 2  Rosenberg, Josh (17 de junio de 2024). «I Need a Full Week to Recover from the House of the Dragon Season 2 Premiere». Esquire (en inglés). Consultado el 18 de junio de 2024.
31. ↑  Looney, Ryan (21 de junio de 2024). «House of the Dragon Changes Blood and Cheese for the Better». Collider (en inglés). Consultado el 23 de junio de 2024.